# Richard Sheldon
Richard "Dick" Sheldon, född 9 juli 1878 i Rutland i Vermont, död 23 januari 1935 i New York, var en amerikansk friidrottare.
Sheldon blev olympisk mästare i kulstötning vid sommarspelen 1900 i Paris.